# Bolitoglossa zacapensis
Espèce
Bolitoglossa zacapensis est une espèce d'urodèles de la famille des Plethodontidae.

## Répartition
Cette espèce est endémique du département de Zacapa au Guatemala. Elle se rencontre de 1 600 à 1 750 m d'altitude dans la Sierra de las Minas.

## Description
Les mâles mesurent de 36,5 à 45,3 mm de longueur standard et les femelles de 40,1 à 52,3 mm.

## Étymologie
Son nom d'espèce, composé de zacap et du suffixe latin -ensis, « qui vit dans, qui habite », lui a été donné en référence au lieu de sa découverte, le département de Zacapa.

## Publication originale
- Rovito, Vásquez-Almazán & Papenfuss, 2010 : A new species of Bolitoglossa from the Sierra de las Minas, Guatemala. Journal of Herpetology, p. 44, no 4, p. 516-525.